# Renografi
Renografi er en nuklearmedicinsk metode til at undersøge nyrernes funktion og afløb.
Ved at sprøjte et radioaktivt mærket sporstof ind i en armvene og derefter måle og billedliggøre nyrerne ved hjælp af et gammakamera, kan man vurdere nyrernes indbyrdes funktion og om der er afløbshindring, som f.eks. en nyresten eller en tumor, der klemmer på urinvejene. Renografi kan også anvendes til udredning af årsager til forhøjet blodtryk.